# ブレット・ミクソン
ブレット・ミクソン（Bret Mixon、1958年9月6日 - ）は、アメリカ合衆国のCGグラフィックデザイナー。テキサス州ヒューストン出身。

## 主な参加作品
- ゴジラ The Return of Godzilla （1984年）
- 超高性能兵器サイクロン Cyclone （1987年）